# Bruce Malmuth
Bruce Malmuth (ur. 4 lutego 1934 w Nowym Jorku, zm. 29 czerwca 2005 w Los Angeles) – amerykański aktor i reżyser filmowy.

## Życiorys
Zasłynął głównie jako twórca dwóch popularnych filmów akcji; były to: Nocny jastrząb (1981) z Sylvesterem Stallonem, Billym Dee Williamsem i Rutgerem Hauerem w rolach głównych oraz Wygrać ze śmiercią  (1990) z udziałem Stevena Seagala. W 1994 zrealizował jeszcze mniej znany Śmiertelny pięciobój z Dolphem Lundgrenem. Jednak swoją karierę zaczynał od realizacji filmów dokumentalnych. Jeden z takich dokumentów przyniósł mu nagrodę Emmy. Miał także na swoim koncie kilka epizodycznych ról aktorskich; pojawił się m.in. w filmach: Karate Kid (1984) i Karate Kid II (1986).
Zmarł na raka przełyku w szpitalu w Los Angeles.